# Polygaloides chamaebuxus
Il camebosso (Polygaloides chamaebuxus (L.) O.Schwarz) è un basso arbusto ornamentale, molto ramificato e cespuglioso appartenente  alla famiglia delle Polygalacee.

## Etimologia
l'epiteto specifico deriva dal latino  “buxutus” = bosso e al greco “chamai” = terra , in riferimento al portamento strisciante della pianta.

## Descrizione

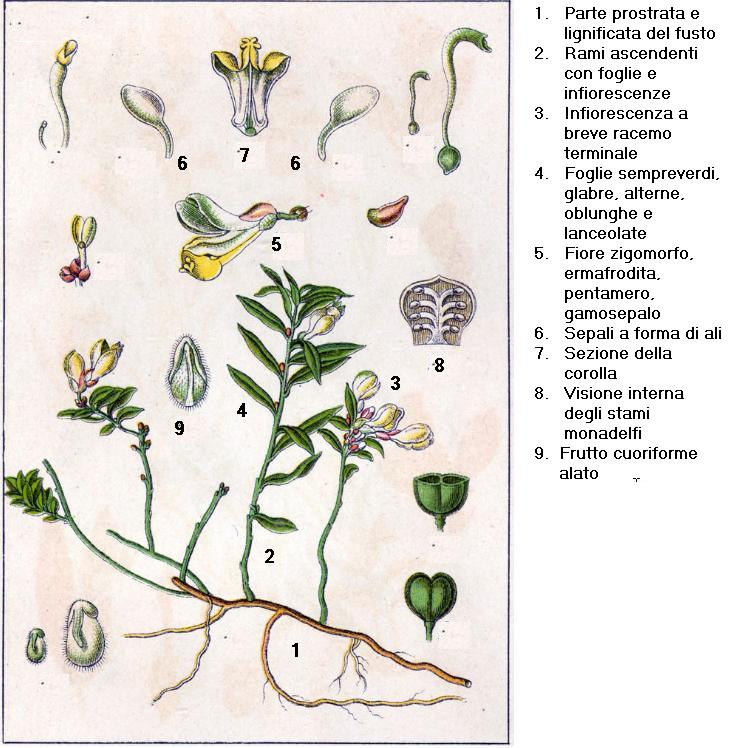
Descrizione delle parti della pianta

La forma biologica della pianta è camefita fruticosa (Ch suffr/NP) : ossia piante con fusti legnosi solo alla base e generalmente di piccole dimensioni. “NP” (nano fanerofite) individua un particolare tipo di piante legnose con gemme perennanti poste tra pochi centimetri e un metro dal suolo.
 Fusto 
Il fusto è composto da molti rami lignificati prostrati e ascendenti la cui dimensione può arrivare fino a 30 – 40 cm.
 Foglie 

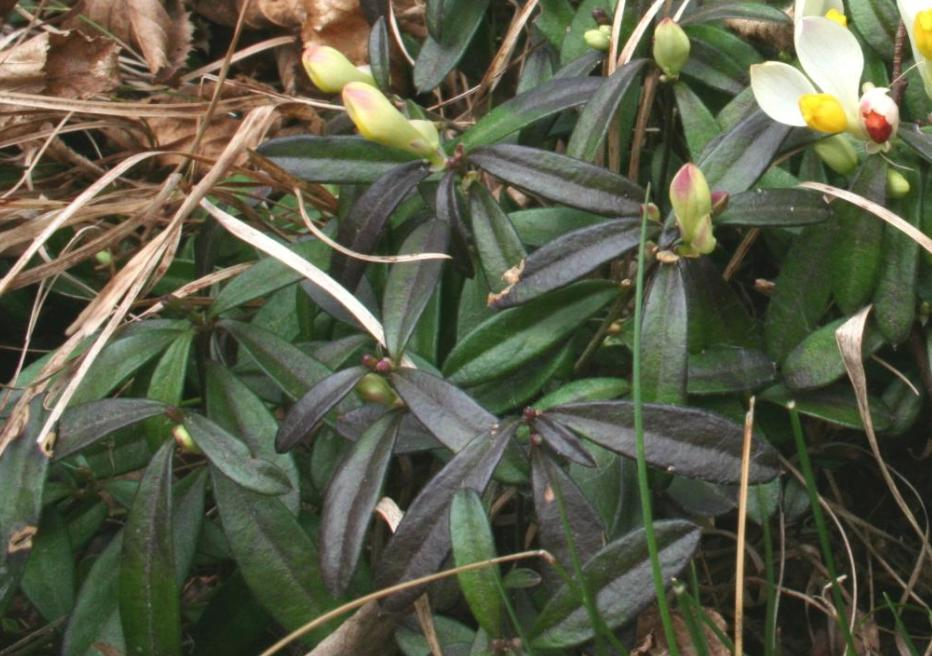
Foglie alterne oblunghe e lanceolate

Le foglie sono sempreverdi, glabre disposte in modo alterno, molto ravvicinate di forma strettamente ovata, oblunghe o lanceolate. Inoltre sono subsessili, coriacee, quasi cuoiose, con margine intero. Sono generalmente arrotondate all'apice, oppure in alcune varianti lievemente mucronate e comunque sono prive di stipole alla base del picciolo. L'aspetto e il colore è verde lucente. Dimensione: lunghezza 15 – 30 mm; larghezza 5 – 10 mm.
 Infiorescenza 
I fiori possono essere solitari o appaiati e sono disposti all'ascella delle foglie superiori in un breve racemo terminale.
 Fiori 

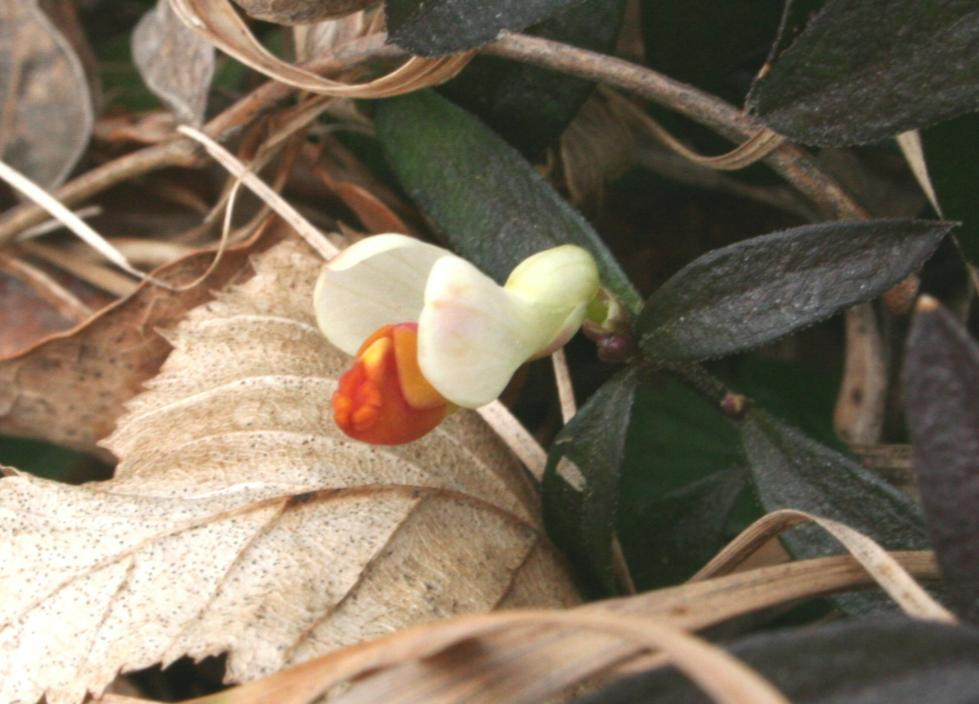
Fiore zigomorfo con vistose ali vessilifere

I fiori sono zigomorfi, ermafroditi, pentameri, gamosepali, pentaciclici (ossia a 5 verticilli), brevemente peduncolati (5 mm).
- Calice: il calice è petaloideo ed è formato da 5 sepali. Di questi, 3 sono piccoli ed esterni, uno dei quali ha uno sperone; gli altri 2 sono interni e formano delle grandi ali ripiegate verso l'alto, oblunghe, a volte ravvicinate, e sempre patenti (questi sono organi vessilliferi come nelle corolle papilionacee). Lunghezza dei sepali: 3 – 5 mm; mentre le ali possono raggiungere i 11 – 13 mm.
- Corolla: la corolla è tubulosa con un lembo formato da 3 lobi (tre petali abortiti). Il lobo inferiore (si chiama carena) è concavo, intero o appena lobato a sua volta; i due lobi superiori sono ovali e comunque conniventi sulla carena. Sono normalmente concresciuti alla base nel tubo corallino e liberi nella parte superiore. Dimensioni del cilindro corallino: 10 – 15 mm.

L'aspetto più comune del fiore è quello con ali bianche e carena gialla (o arancio) e tubo bianco; ma si possono avere varianti anche con ali rosso - carminio (o rosa) e carena rossa sfumata di giallo. 
- Androceo: gli stami sono 8 monadelfi cioè connati fra di loro.
- Gineceo: l'ovario è supero bicarpellare con un solo pistillo.
- Fioritura: da maggio a luglio.
- Impollinazione: per entonogamia; ma anche dispersione dei semi mediante formiche.

 Frutti 
Il frutto è una capsula obovata (cuoriforme) e compressa di lato e margini alati. Dimensioni 8 x 7 mm.

## Distribuzione e habitat
È una specie endemica delle zone montane dell'Europa centrale e meridionale ( Orof. S-Europ.). Oltre che sulle Alpi e sull'Appennino, si può trovare sui Carpazi e Balcani (zone nord-occidentali).

In Italia si può trovare sui pendii rocciosi, luoghi erbosi aridi, nel sottobosco di conifere (più facilmente nelle parti terminali del bosco), nei pascoli asciutti e nelle boscaglie assieme ai rododendri e mughi. Preferisce il terreno di tipo calcare. 

La Poligala falso-bosso è facile trovarla assieme ad altre due piante comuni dei nostri boschi: l'Uva ursina e il Mirtillo.

Nell'Italia meridionale è rara e nelle isole è assente.

Altitudine: da 300 a 2400 m s.l.m..

## Tassonomia
Il sistema Cronquist assegna la famiglia delle Polygalaceae all'ordine Polygalales mentre la moderna classificazione APG la colloca nell'ordine Fabales. Sempre in base alla classificazione APG sono cambiati anche i livelli superiori (vedi tabella a destra).
Il genere Polygala  è molto ampio. Alcuni autori ne assegnano fino a 500 specie, infatti questo genere include piante, arbusti perenni, erbacee e alberi.

### Varietà
La pianta ha la capacità di adattarsi a diversi tipi di aree ecologiche. Questi adattamenti diversi generano molte varianti non sempre ancora studiate a fondo. È da rilevare inoltre che i vari colori della corolla e del calice non determinano diversità tassonomiche.
- Polygala chamaebuxus L. var. grandiflora Gaudin: i fiori sono più grandi e le ali generalmente sono purpuree. Vive nelle Prealpi Venete e forse sull'Appennino (secondo il Fiori).
- Polygala myrtifolia L.: i rami sono più eretti; le foglie lanceolate e acute e più lunghe (3 – 5 cm); il colore dei fiori è purpureo e l'infiorescenza è più densa e i fiori stessi sono più grandi (le ali raggiungono i 20 mm). Se non è spontanea viene coltivata per ornamento.
- Polygala rupestris Pourret.: la pianta è più grande (dimensioni del fusto: 50 cm); le foglie sono strette; i fiori sono più piccoli (ali di 5 – 8 mm). Si trova in Liguria.

La nostra pianta può essere inoltre confusa con la specie Arctostaphylos uva-ursi (L.) Sprengel (Uva ursina) o con la specie Vaccinium vitis-idaea L. (Mirtillo rosso) in quanto oltre a vivere nello stesso ambiente hanno le foglie quasi identiche.

### Specie affini
- Polygala vayredae Costa (1877): si differenzia per avere le foglie lineari o lineari – lanceolate. Si trova esclusivamente nei Pirenei orientali.

## Usi
Dalla pianta si possono ricavare alcune sostante resinose e salicilato di metile.

### Farmacia
Ha proprietà espettoranti e diuretiche. È mediamente depurativa. Si usa in sciroppo o decotti.

## Galleria d'immagini

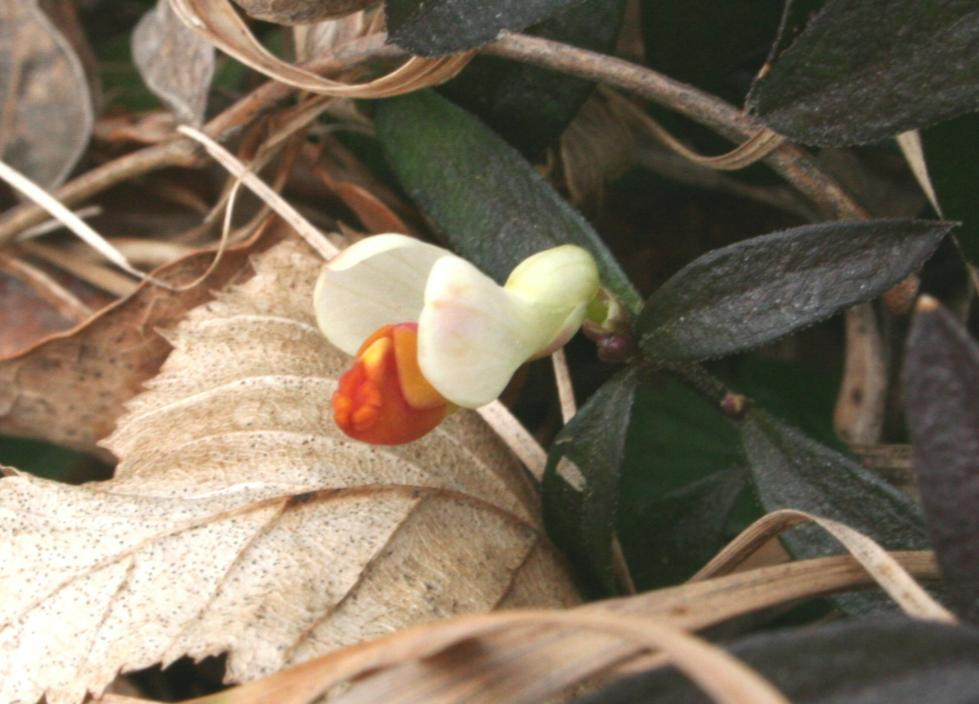
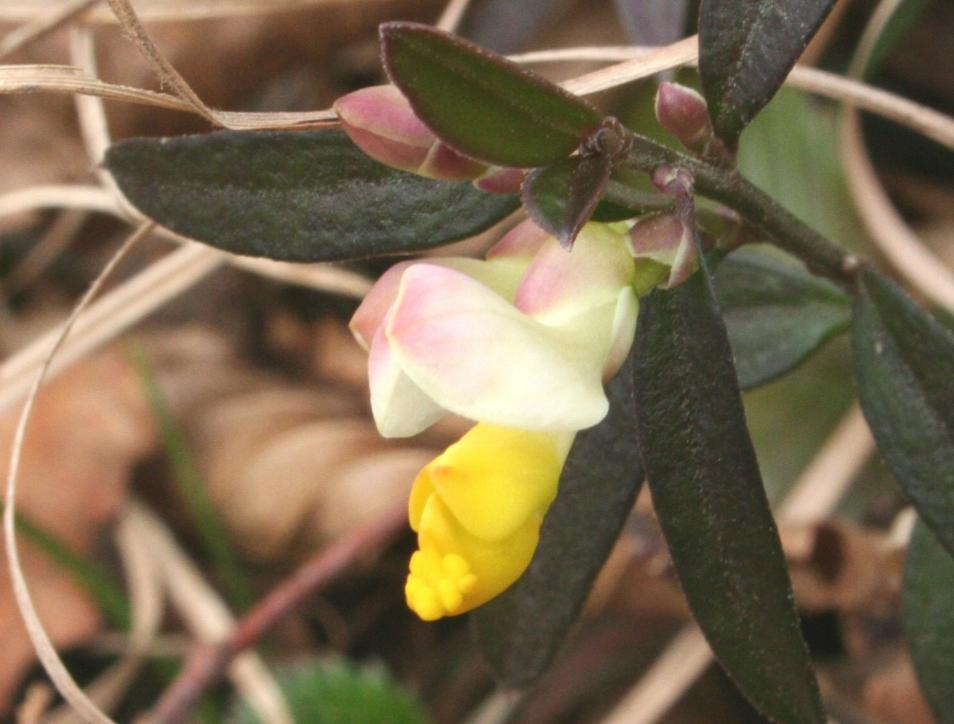
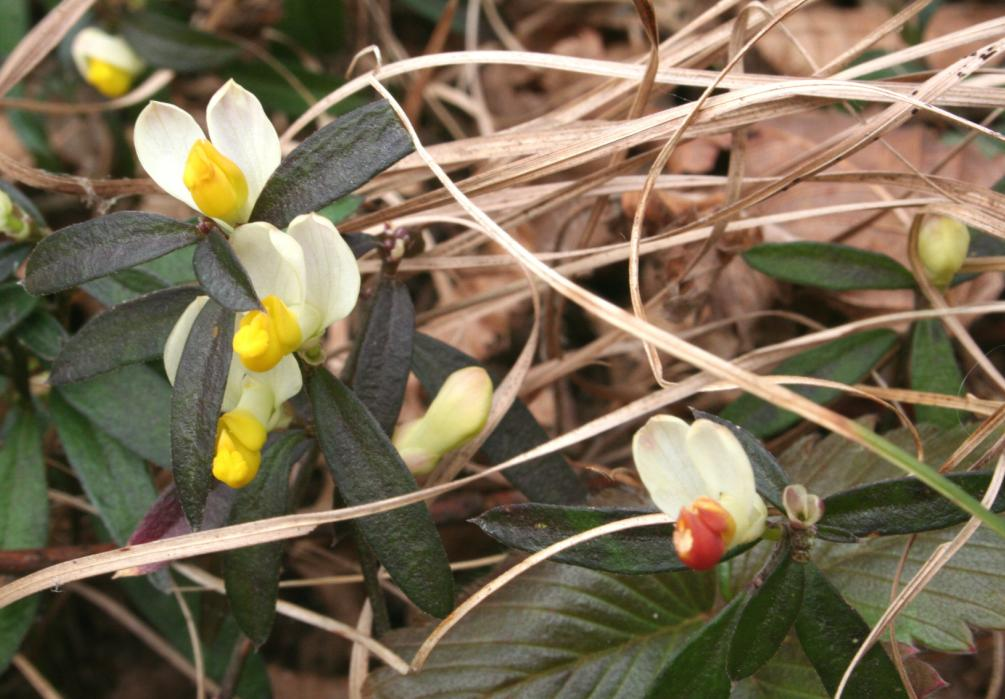
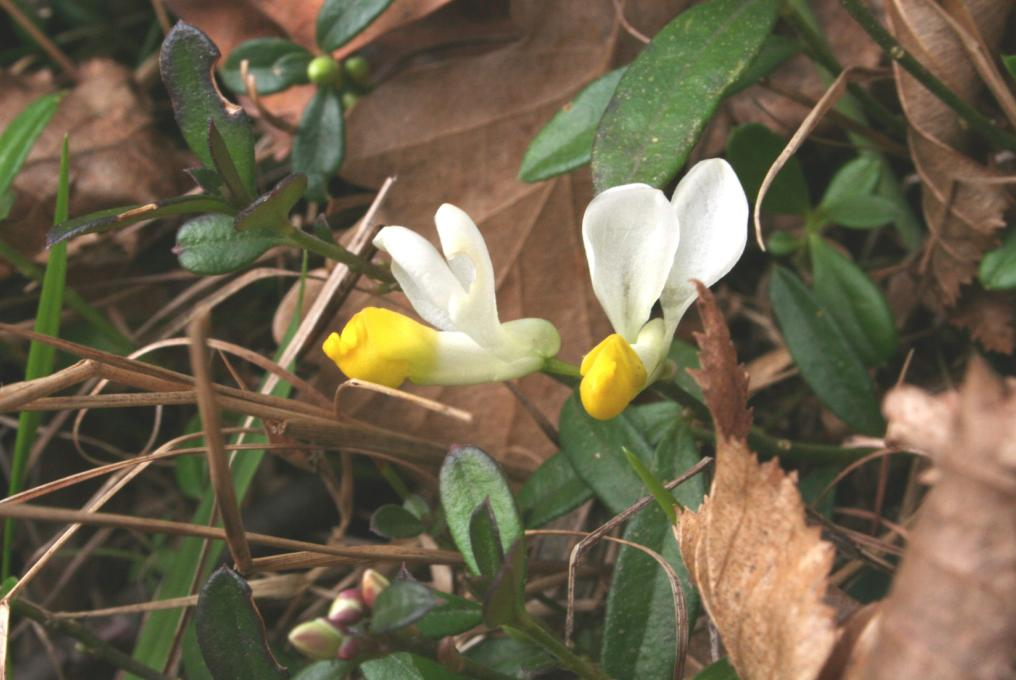
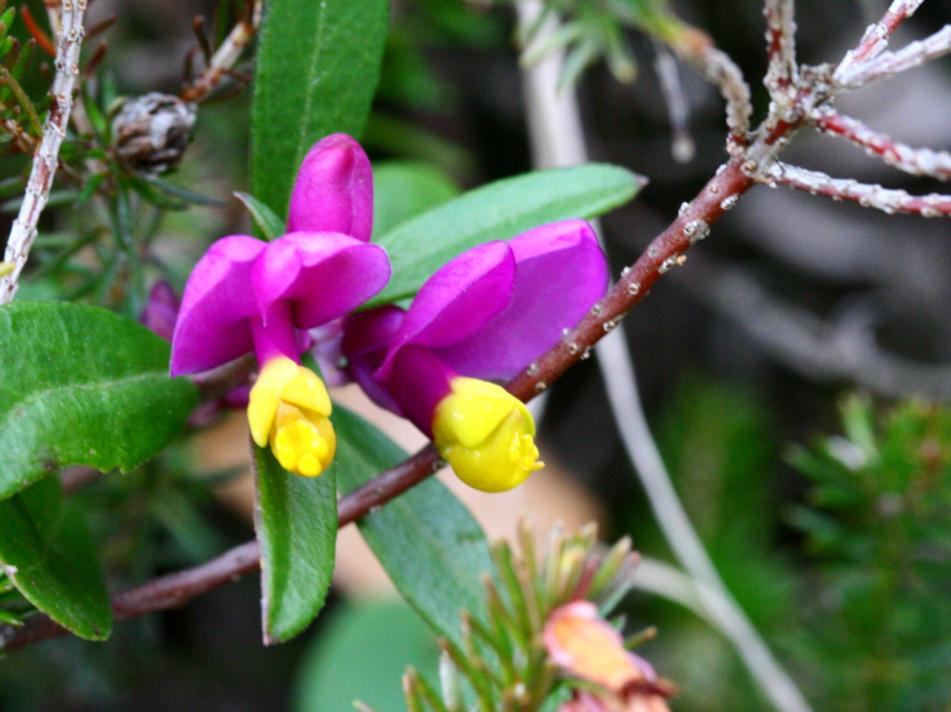
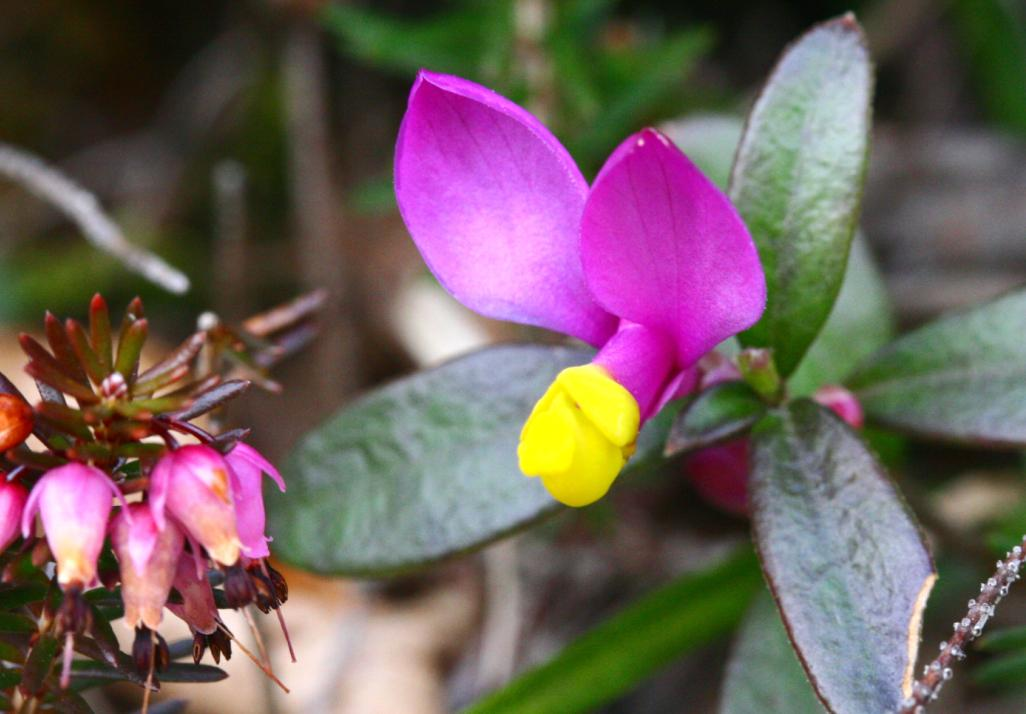
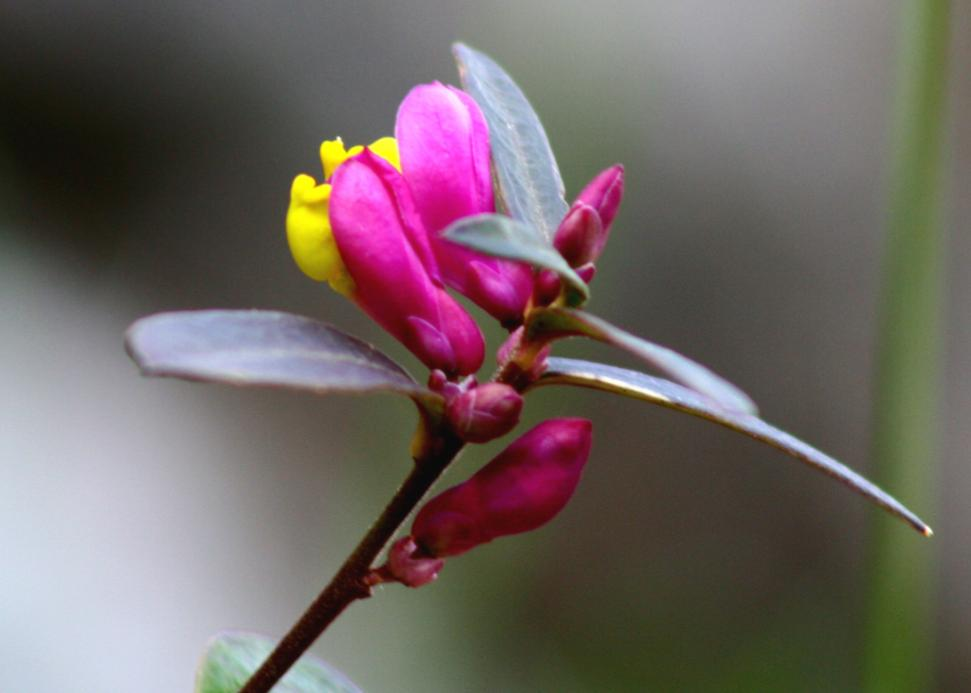
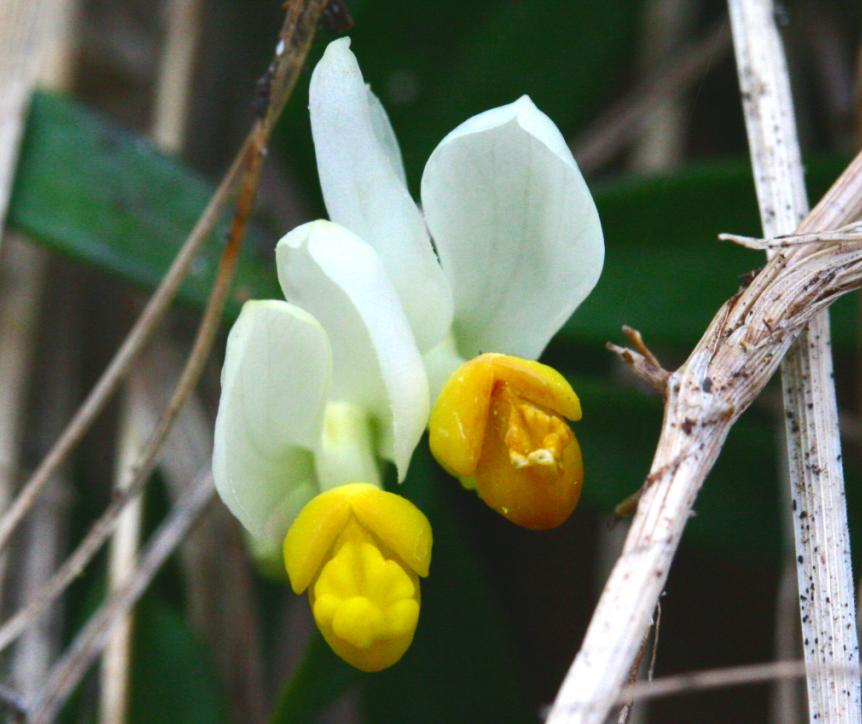